# Leksikon
 For alternative betydninger, se Leksikon (flertydig). (Se også artikler, som begynder med Leksikon)
Et leksikon er et værk, som giver en samlet fremstilling af stof inden for alle fagområder (encyklopædi eller konversationsleksika) eller et enkelt fag (fagleksikoner). Ordet kommer af det græske lexikón (ordbog). Suda er et tidligt klassisk græsk leksikon.
Normalt udkommer et leksikon i en trykt udgave i flere bind med alfabetisk ordnede artikler. Det kan være skrevet over en årrække og af mange forfattere/eksperter, og ofte er der supplementsbind og rettelsesbind til værket.
I nyere tid er det trykte leksikon blevet suppleret af elektroniske udgivelser.
Det betyder, at teksten kan suppleres af flere illustrationer, og at der kan tilføjes lyd og video til artiklerne. Der er flere søgemuligheder i et elektronisk leksikon end i et trykt leksikon. Der er ofte hyperlink til at lette navigeringen og mulighed for flere typer søgning.
Internet-udgaver af leksika har udvidet mulighederne for løsning af ajourføring, idet artikler, billeder, lyd og video kan ske øjeblikkeligt.
Leksikon er i sprogvidenskaben også betegnelse for det samlede antal leksemer (ordrødder) i et sprog, dvs. ord.

## Emneopdelte leksika
Leksika kan også opdeles i emneområder som f.eks.:
- Dansk biografisk leksikon
- Dansk Kvindebiografisk Leksikon
- EU-Leksikon – (www.eu-oplysningen.dk/tjenester/leksikon/ EU-Leksikon)
- it-leksikon, biokemisk leksikon og mange flere.

## Danske leksika
- Den Store Danske Encyklopædi (bogform, cd-rom, internet)
- Trap Danmark
- Gyldendals Leksikon – i samarbejde med Krak (internet)
- Hirschsprungs konversationsleksikon (bogform)
- Aschehougs leksikon (cd-rom, internet)
- Lademanns leksikon (bogform, cd-rom, internet)
- Leksikon for det 21. århundrede (cd-rom, internet)
- Salmonsens konversationsleksikon (bogform)
- Hvem Hvad Hvor
- Dansk Rock Leksikon (bogform)
- DR's musikleksikon (internet)
- Wikipedia (internet)
- Dansk Kvindebiografisk Leksikon

## Udenlandske leksika
- Suda Online: 10th century Byzantine Greek historical encyclopedia Arkiveret 6. marts 2007 hos  Wayback Machine (Internet)
- Yongle-encyklopædien fra 1407 er et af verdens første og største leksika
- Encyclopædia Britannica (bogform, CD-ROM, internet)